# Vuzsda
Vuzsda (arab: وجدة , berber: ⵡⴻⵊⴷⴰ , francia/angol: Oujda) város Marokkó északkeleti részén, az algériai határ mellett. 500-550 méter magasan egy platón fekszik. A Keleti (Oriental) régió székhelye. Lakossága közel 500 ezer fő volt 2014-ben.
A római időkben a terület a berberek uralma alatt állt. 
A történelem során törökök és algériak küzdöttek a városért, amit hatszor romboltak le, majd építettek mindannyiszor újjá.

## Népesség
| Lakosok száma | 260 082 | 357 278 | 400 738 | 494 252 | 558 000 | 614 000 | 506 224 |
|               | 1982    | 1994    | 2004    | 2014    | 2019    | 2023    | 2024    |

## Turizmus
Kicsiny medinája a 10. századból való. Az óváros kelet-nyugati irányú főutcája, az el-Mazúzi kínálja a legtöbb látnivalót. A Rue Jemma El Kebir-en áll az 1298-ban a Marínidák által alapított nagymecset a minarettel. Ezzel egyidős a medina délkeleti sarkában a kasbah, a középkori Vuzsda fallal is megerősített része.

## Fordítás
- Ez a szócikk részben vagy egészben  az   Oujda című angol Wikipédia-szócikk fordításán alapul.  Az eredeti cikk szerkesztőit annak laptörténete sorolja fel. Ez a jelzés csupán a megfogalmazás eredetét és a szerzői jogokat jelzi, nem szolgál a cikkben szereplő információk forrásmegjelöléseként.